# Retour à Brooklyn
Requiem for a Dream
Retour à Brooklyn (titre original : Requiem for a Dream) est un roman de Hubert Selby, Jr., paru en 1978. Il met en scène des personnages issus des classes populaires américaines sombrant peu à peu dans la dépendance aux psychotropes. 
Le livre est traduit en français par Daniel Mauroc, et sa première publication a lieu en 1980 chez Les Humanoïdes associés.
Ce livre a donné lieu à une adaptation cinématographique en 2000 par Darren Aronofsky, dont Hubert Selby a coécrit le scénario, Requiem for a Dream ; la bande originale est composé par Clint Mansell.
Pour Jean-Francois Ruel en 2017 « la prose, la qualité et le talent d’auteur de Selby font de ce roman-là quelque chose qui traverse le temps et qui transcende la chronique de l’addiction en quelque chose qui touche vraiment à l’âme humaine ».